# Шервет
Шервет (фр. Chervettes) насеље је и општина у западној Француској у региону Поату-Шарант, у департману Приморски Шарант која припада префектури Сен Жан д'Анжели.
По подацима из 2011. године у општини је живело 129 становника, а густина насељености је износила 32,41 становника/km². Општина се простире на површини од 3,98 km². Налази се на средњој надморској висини од 25 метара (максималној 32 m, а минималној 13 m).

## Демографија
| 1962. | 1968. | 1975. | 1982. | 1990. | 1999. | 2011. |
| ----- | ----- | ----- | ----- | ----- | ----- | ----- |
| 84    | 121   | 105   | 103   | 95    | 124   | 129   |

График промене броја становника у току последњих година